# Vikings dans les îles Britanniques
Les Vikings sont présents dans les îles Britanniques du VIIIe au XIe siècle. Leurs activités dans cette région vont du commerce pacifique aux campagnes de conquêtes territoriales en passant par des incursions épisodiques. Le nom « Viking » est couramment appliqué à tous les individus d'origine scandinave actifs dans les îles Britanniques durant cette période mais certains historiens préfèrent le réserver à des groupes de marins et d'aventuriers qui se livrent à des pillages.

Au début du Haut Moyen Âge, les royaumes de Scandinavie ont développé des liens commerciaux en direction de l'Europe du Sud et de la mer Méditerranée, leur donnant ainsi accès aux importations étrangères telles que l'argent, l'or, le bronze et les épices. Ces liens commerciaux s'étendaient également vers l'ouest en Irlande et en Grande-Bretagne.

L'Angleterre en 878.

## Contexte

### Îles britanniques

#### Langue
Au début du Moyen Âge, l'Irlande et la Grande-Bretagne étaient composées de divers peuples à la culture, à la langue et à la religion différentes. Les langues brittoniques (approximativement l'Angleterre actuelle) et gaéliques (approximativement l'Irlande et l’Écosse actuelles) sont issues des langues celtiques parlées par les habitants de l'âge du fer en Europe. En Irlande, dans certaines parties de l'ouest de l'Écosse ainsi que dans l'île de Man, les habitants parlaient une forme ancienne de gaélique connue sous le nom de vieil irlandais. En Cornouailles, en Cumbrie, au Pays de Galles et dans le sud-ouest de l'Écosse, on parlait les langues celtiques brittoniques.
Cependant, il est important de noter que ces langues n'étaient pas uniformes et qu'il y avait des variations régionales. Par exemple, il y avait des différences entre le vieil irlandais parlé en Irlande et celui parlé en Écosse.
Le livre "The Languages of Britain" par David Crystal (Oxford University Press, 2003) fournit une analyse approfondie de l'histoire linguistique des îles britanniques. Il explique comment les langues celtiques ont évolué au fil du temps et ont été influencées par d'autres langues introduites dans la région. Par exemple, la langue anglaise a été influencée par le vieux norrois parlé par les Vikings, qui ont envahi et colonisé certaines parties de l'Angleterre.
Au fil du temps, d'autres langues ont été introduites dans les îles britanniques. Le latin était la langue de l'Église catholique romaine, qui a été introduite en Grande-Bretagne et en Irlande au cours du Moyen Âge. Le français a également été introduit en Angleterre après la conquête normande de 1066.
Aujourd'hui, l'anglais est la langue principale parlée dans les îles britanniques, avec des variations régionales telles que l'anglais écossais, l'anglais gallois et l'anglais irlandais. L'anglais a été influencé par d'autres langues au fil du temps, notamment le vieux norrois parlé par les Vikings, qui a laissé de nombreuses empreintes dans la langue anglaise moderne.

#### Religion
À cette époque, la plupart des peuples de Grande-Bretagne et d'Irlande s'étaient déjà principalement convertis au christianisme, délaissant leurs anciennes religions polythéistes. Contrairement au reste des îles britanniques, une grande partie du sud de la Grande-Bretagne était considérée comme faisant partie de l'Angleterre anglo-saxonne, où des migrants anglo-saxons d'Europe continentale s'étaient installés au Ve siècle, apportant avec eux leur propre langue germanique (connue comme le vieil anglais), une religion polythéiste (paganisme anglo-saxon) et leur propre culture. 
En effet, lorsque les Vikings ont commencé à envahir les îles Britanniques, ils ont apporté avec eux leur propre religion, connue sous le nom de religion nordique ou religion viking. Cette religion était également polythéiste, avec des dieux et des déesses tels que Odin, Thor et Freyja. Cependant, contrairement au paganisme anglo-saxon, la religion nordique était plus influencée par les mythes et légendes scandinaves.
Les Vikings ont également adopté le christianisme à un certain moment, principalement en raison des missionnaires chrétiens venant du continent. Le christianisme s'est répandu rapidement en Angleterre anglo-saxonne, notamment grâce aux missionnaires venus du continent, tels que Saint-Augustin de Canterbury, envoyé par le pape Grégoire le Grand en 597. Au moment des premières incursions vikings, l'Angleterre anglo-saxonne était devenue principalement chrétienne. En effet, la plupart des Vikings étaient également chrétiens, bien qu'il y ait eu des exceptions, comme les Vikings danois qui ont envahi l'Angleterre dans les années 870 et qui étaient largement païens.
En outre, il convient de noter que le christianisme en Grande-Bretagne et en Irlande n'était pas homogène et qu'il y avait des différences entre les diverses églises et pratiques religieuses. Par exemple, l'Église d'Irlande et l'Église catholique romaine ont longtemps coexisté en Irlande, même après la conquête normande de l'île en 1169.

#### Politique
Au milieu du IXe siècle, l'Angleterre anglo-saxonne était divisée en quatre royaumes distincts et indépendants : l'Est-Anglie, le Wessex, la Northumbrie et la Mercie. Ce dernier étant le plus puissant. Entre un demi-million et un million de personnes vivaient en Angleterre à cette époque. La société était rigoureusement hiérarchisée avec un système de classe comprenant, au sommet, un roi et ses officiers, sous l'autorité desquels se trouvaient les barons et les propriétaires terriens, puis on trouvait les différentes catégories de travailleurs agricoles et au plus bas de cette hiérarchie, les esclaves, qui représentaient jusqu'à un quart de la population.
La majorité de la population vivait à la campagne bien que quelques grandes villes se soient développées comme Londres et York, centres de l'administration royale et ecclésiastique. Il y avait également un certain nombre de ports, comme Hamwic (Southampton) et Ipswich, destinés au commerce vers le continent.
Pour l'historien Peter Hunter Blair, la totale impréparation de la Grande-Bretagne à faire face à de telles attaques sont devenus des facteurs importants pour comprendre les invasions scandinaves et la colonisation d'une grande partie des îles Britanniques.

### Scandinavie

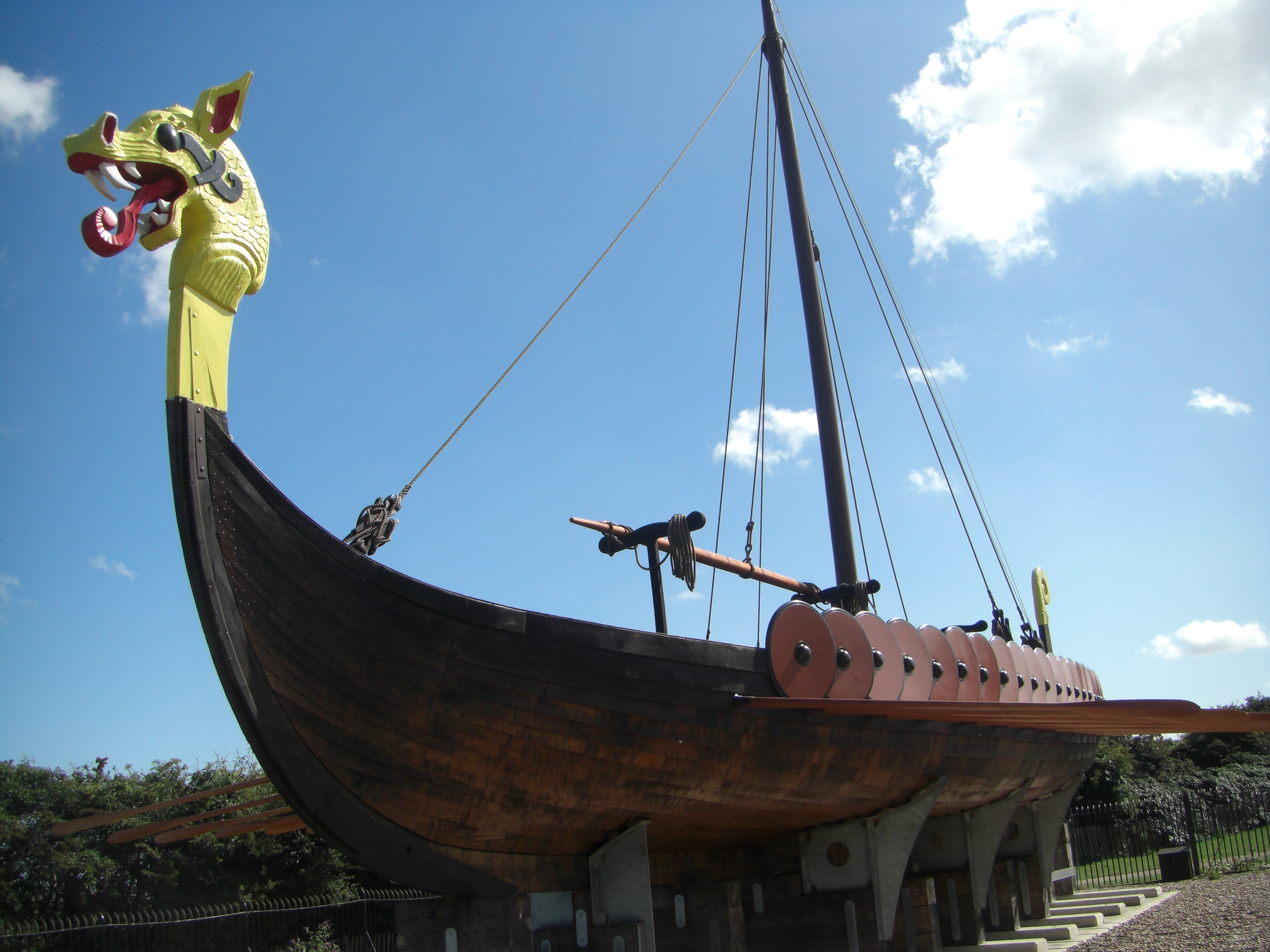
Une réplique du XXe siècle d'un bateau viking, connu sous le nom de Hugin

Les peuples du Nord du VIIIe siècle, contrairement aux peuples des îles Britanniques, n'étaient pas encore alphabétisés et vivaient selon les critères de l'âge du fer. Cependant, cette période s'est avérée être « une période de développement technologique, économique et social rapide » qui conduisit la région à connaître ce que les historiens ont appelé l'âge des Vikings.
Au début du Haut Moyen Âge, les populations scandinaves se considéraient principalement comme des habitants de lieux spécifiques, tels que le Jutland, Vestfold et Hordaland. Ce ne fut qu'au cours des siècles suivants que les identités nationales se développèrent en groupements tels que les Danois, les Suédois et les Norvégiens.
Les peuples scandinaves de l'âge du fer tardif n'étaient aucunement liés au christianisme et relevaient du paganisme nordique, c'est-à-dire un ensemble de croyances polythéistes qui vénéraient des divinités comme Odin, Thor, Frey et Freyja.
La société scandinave était fortement tributaire de la pêche au hareng et, lorsque les ressources vinrent à manquer, les marins nordiques se sont aventurés vers le sud et l'ouest. Développant des techniques de navigation leur permettant d'accéder à d'autres régions du monde, ces populations ont ainsi développé des liens commerciaux avec de nombreuses régions d'Europe. Ce qui leur permit d'amasser de grandes quantités d'or à la fin du Ve siècle, dont la plupart ont été retrouvées en Suède et, dans une moindre mesure, en Norvège.

## Histoire

### Incursions vikings: 793–850

#### Premières incursions
Dans la dernière décennie du VIIIe siècle, les pillards venus du Nord ont attaqué plusieurs monastères chrétiens dans les îles Britanniques. Ces monastères avaient souvent été construits sur de petites îles et dans des régions côtières éloignées afin que les moines puissent vivre dans l'isolement, se consacrant au culte sans être dérangés par le reste de la société. Cependant, cela en a fait des cibles isolées et non protégées pour des attaques. Peter Hunter Blair a fait remarquer que les vikings auraient été étonnés « de trouver autant de communautés abritant une richesse considérable et dont les habitants ne portaient pas d'armes ». Ces incursions auraient constitué le premier contact avec le christianisme pour de nombreux Scandinaves. De telles attaques n'étaient pas spécifiquement anti-chrétiennes, les monastères étaient simplement considérés comme des cibles faciles.
Le premier récit que nous connaissons d'un raid viking dans l'Angleterre anglo-saxonne remonte à 787, lorsque trois navires de Hordaland ont accosté sur l'île de Portland sur la côte sud du Wessex. Ils ont été approchés par le préfet royal de Dorchester, chargé d'identifier tous les marchands étrangers accostant sur les côtes du royaume, qui fut tué. Il est probable qu'il y eut d'autres incursions peu de temps après, car en 792, le roi Offa de Mercie commença à prendre des dispositions pour la défense du Kent contre les raids perpétrés par des peuples païens.
L'année suivante, en 793, le 8 juin, a eu lieu la seconde attaque dont nous gardons la trace : le monastère de Lindisfarne, au large de la côte est de l'Angleterre, fut saccagé. En 794 ce fut au tour de l'abbaye voisine de Monkwearmouth-Jarrow. La date de 793 marque le début de l’âge viking. L’attaque, attribuée à des pirates norvégiens et suscite une profonde terreur parmi les Anglo-Saxons. D’autres raids, probablement non documentés, surviennent à la fin du VIIIe siècle, bien que les premières décennies du XIe siècle voient les Vikings concentrer leurs efforts sur l’Irlande. 

#### Premières installation en Écosse et en Irlande
En 795, les vikings attaquèrent à nouveau, cette fois l'abbaye d'Iona au large de la côte ouest de l'Écosse. Ce monastère a de nouveau été attaqué en 802 puis en 806, date à laquelle 68 personnes périrent. À la suite de cette tragédie, la communauté monastique d'Iona a abandonné le site et s'est enfuie à Kells en Irlande. C'est également en 795 que se déroule le premier raid connu sur le sol irlandais : une attaque sur l'île Lambay. Les décennies qui suivent voient se produire d'autres attaques ponctuelles sur toutes les côtes de l'île, jusqu'aux îles Skellig en 823. 
La première incursion viking majeure se déroule en 835 et est dirigée contre l'île de Sheppey. Les attaques suivantes visent principalement le sud et l'est de l'Angleterre. Ces différents raids mènent les vikings à s'installer plus durablement en certains endroits. Les premières traces d'établissement remontent à l'hiver 840-841, à Dublin, où ils mettent en place un petit royaume scandinave autour du port et s'installent également à Cork et Limerick. Au large de l'Écosse, ils s'installent dans les Orcades et les Hébrides. L'archéologie confirme la dimension militaire de ces installations comme c'est le cas au nord de North Uist où une fortification viking leur permet de maintenir le contrôle de la région vers 800 tandis que le précédent site datant de IVe siècle disparait brutalement. 
Ils installent des longphort en 841 à Linn Dúachaill (Annagassan) et à Duiblinn (Dublin). Ils s'attaquent désormais à l'intérieur des terres en remontant des fleuves comme la Shannon, la Boyne ou la Liffey. Máel Sechnaill les combat dès 845. En 853, un chef nommé Olaf le Blanc arrive en Irlande et se rend maître de Dublin, dont il devient le premier roi. Lui et son frère Ivarr lancent de nombreuses offensives sur les deux rives de la mer d'Irlande dans les deux décennies qui suivent. Ils n'hésitent pas à s'allier avec des rois irlandais contre d'autres rois irlandais, dans des alliances toujours mouvantes. 
À partir de 850, les raids deviennent plus permanents : les Vikings hivernent à Thanet et imposent leur présence à l’intérieur des terres. En 865, le paiement du premier danegeld est enregistré à Kent. 

### Première invasion: 865–896

#### Conquête
La grande armée, menée par Ivar Ragnarsson, Ubba et Halfdan Ragnarsson débarque en Est-Anglie en 865 avec l'objectif de s'installer durablement. Les armées nordiques capturent York, l'une des deux grandes villes de l'Angleterre anglo-saxonne en 866. De nombreux rois anglo-saxons ont rapidement capitulé face aux demandes des Vikings et leur ont cédé des terres. Plusieurs villes tombent durant ces conquêtes : Nottingham (867), Thetford (869), Reading (870), Londres (871), Torksey (872) et Repton (873). Au terme de cette première phase d'invasion, l'armée se divise. Halfdan s'installe en Northumbrie et partage les terres de Deira. L'autre faction est dirigée par Guthrum.
Le roi Æthelred du Wessex qui dirigeait le conflit contre les Vikings mourut en 871 et son frère cadet Alfred lui succéda sur le trône. Le roi viking de Northumbrie, Halfdan Ragnarrson (Healfdene en vieil anglais) – l'un des chefs de la grande armée païenne – a néanmoins dû rendre ses terres, confronté à une deuxième vague d'envahisseurs vikings en 876. Il meurt en 877 en tentant de reconquérir Dublin. Au cours des quatre années suivantes, les Vikings ont également conquis de nouvelles terres dans les royaumes de Mercie et d'Est-Anglie. Le roi Alfred poursuivit son combat contre les envahisseurs mais a été refoulé dans le Somerset au sud-ouest de son royaume en 878, où il fut contraint de se réfugier dans les marais d'Athelney. En réponse, le roi anglo-saxon réunit ses forces et vainquit les armées du roi viking d'Est-Anglie, Guthrum, lors de la bataille d'Edington au mois de Mai 878.
Cette victoire permet de redéfinir progressivement les frontières entre le Wessex et les territoires occupés par les vikings. Cela marque une période d'accalmie dans les raids et la signature d'un traité entre Alfred et Guthrum.

#### Création du Danelaw
En 886, le traité de Wedmore fut signé entre le Wessex et les Scandinaves qui contrôlaient le royaume d'Est-Anglie. Il établissait une frontière entre les deux royaumes : la zone au nord et à l'est de cette frontière était sous influence scandinave et définie comme étant le Danelaw, tandis que la zone au sud et à l'ouest de frontière instaurée par le traité restait sous domination anglo-saxonne. Cette zone fut nommé Danelaw car cela signifie (pays de la) loi danoise. Des colons scandinaves s'installèrent dans ce territoire pour y cultiver les terres. 
Le gouvernement d'Alfred entreprit de construire une série de villes fortifiées (ou burhs) le long de cette frontière afin de pouvoir la défendre. Il commença la construction d'une flotte navale et organisa un système de milice (les fyrds) qui permit à la moitié des paysans de son armée de rester en service actif à tout moment. Pour maintenir cette infrastructure, il mit en place une taxe et un service militaire obligatoire, mesures qui sont connues aujourd'hui grâce au Burghal Hidage.
En 892, une nouvelle armée viking, avec 250 navires, s'établit à Appledore, dans le Kent, et une autre de 80 navires peu après à Milton Regis. Les vikings ont ensuite lancé une série continue d'attaques contre le Wessex. Cependant, grâce en partie aux efforts d'Alfred et de son armée, les nouvelles défenses du royaume ont permis de repousser les envahisseurs. Les Vikings ont rencontré une résistance déterminée et leurs assauts ont eu moins d'impact qu'ils ne l'avaient espéré. En 896, les envahisseurs se dispersent, s'installant en Est-Anglie et en Northumbrie, d'autres naviguant plutôt vers la Normandie.

#### Situation en Irlande et en Écosse
Entre 871 et 902, des luttes internes empêchent les différentes colonies vikings de se développer surtout depuis la chute de Dublin en 902. Sigtryggr Caoch réinvestit les environs de Dublin en 917 et permet son développement commercial. Mael Seachnaill II Mór parvient à réinvestir la ville et la replacer sous son autorité. Les vikings chassés se dirigent vers Southampton et l'île de Thanet. Les autres sites vikings situés à Limerick, Cork, Waterford et Wexford persistent et servent de point de départ pour plusieurs raids vikings en mer d'Irlande et vers le sud de l'Angleterre.
En Écosse, l'implantation des Orcades se structure progressivement tandis que les possessions des hébrides se développent vers ce qui deviendra le royaume de Man et des Îles. De 877 à 900, les incursions vikings leur permettent de s'emparer de l'île de Man. Cependant, ces territoires se confrontent à plusieurs conflits internes.

#### Reconquête anglo-saxonne
La politique d'Alfred de s'opposer aux colons vikings se poursuivit sous sa fille Æthelflæd, qui épousa Æthelred, Ealdorman de Mercie. Ce fut aussi le cas sous le règne de son frère, le roi Edouard l'Ancien (899-924), qui reconquit la région des Cinq Bourgs et l'Est-Anglie.
Le fils d'Édouard, Æthelstan (924-939), parachève l'unification de l'Angleterre en s'emparant du royaume viking d'York en 927. Il reçoit également la soumission des autres souverains de Grande-Bretagne : le roi d'Écosse, le roi de Strathclyde, le seigneur de Bamburgh (une poche anglo-saxonne ayant subsisté au nord du Danelaw, dans l'ancien royaume de Northumbrie) et les divers roitelets du pays de Galles.
En 937, la bataille de Brunanburh entraîna l'effondrement du pouvoir scandinave du royaume viking d'York dans le nord de la Grande-Bretagne. La domination anglaise sur York est remise en question après la mort d'Æthelstan en 939, mais son demi-frère et successeur Edmond (939-946) parvient à s'en rendre à nouveau maître en 944, chassant le roi Olaf Kvaran. Son frère cadet Eadred, qui lui succéda à sa mort, fut démis de son titre en 947, lorsque les Northumbriens firent du norvégien Éric Ier de Norvège (Eirik Haraldsson) leur roi. Eadred riposta en envahissant la Northumbrie, et en menaçant de ravager la région. C'est pourquoi les Northumbriens tournèrent le dos à leur roi, reconnurent Eadred puis, par la suite, désignèrent Olaf Sihtricsson comme souverain. Cette stratégie permit à Éric Ier de régner à nouveau entre 952 et 954. Finalement, en 954, il fut expulsé pour la deuxième et dernière fois par Eadred, ce qui en fit le dernier roi scandinave de la Northumbrie.

### Deuxième invasion: 980–1066
Sous le règne du roi Edgar le Paisible, l'Angleterre est unie, Edgar étant reconnu comme le roi de toute l'Angleterre par les populations anglo-saxonnes et scandinaves vivant sur le territoire. Cependant, sous le règne de son fils Édouard le Martyr, assassiné en 978, puis celui de Æthelred le Malavisé, la monarchie anglaise s’affaiblit, et en 980, les incursions vikings reprirent.

#### Danegelds
Les dirigeants anglo-saxons payèrent des sommes importantes, les Danegelds, aux Vikings qui venaient principalement du Danemark et de la Suède dans les années 990 et dans les premières décennies du XIe siècle.
Un paiement anglais de 10000 livres romaines (3300 kg) d'argent a été effectué pour la première fois en 991 après la victoire des Vikings à la bataille de Maldon dans l'Essex, lorsque Æthelred a tenté d'acheter les Vikings plutôt que de poursuivre la lutte armée. Un manuscrit de la Chronique anglo-saxonne précise qu'Olaf Tryggvason dirigeait les forces vikings. Le paiement de ces premiers tribus n'a pas été suffisant et au cours de la décennie suivante, le royaume anglais a été contraint de payer des sommes d'argent de plus en plus importantes.
Au fil du temps, ces versement sont très mal vécus par beaucoup d'Anglais, qui ont commencé à exiger qu'une résistance plus véhémente soit adoptée contre les Vikings. Le jour de la Saint-Brice en 1002, le roi Æthelred ordonna l'exécution de tous les Danois vivant en Angleterre. Ce jour est connu sous le nom de massacre de la Saint-Brice. La nouvelle du massacre parvint jusqu'au roi Sven à la Barbe fourchue au Danemark. Les historiens estiment que sa sœur, Gunhilde, aurait pu être parmi les victimes, ce qui l'incita à attaquer l'Angleterre l'année suivante. Exeter fut incendiée et les comtés de Hampshire, du Wiltshire et de Salisbury furent également attaqués. Sven poursuivit ses raids en Angleterre et, en 1004, son armée pilla l'Est-Anglie, Thetford et saccagea Norwich, avant de retourner au Danemark.

#### Dernières conquêtes

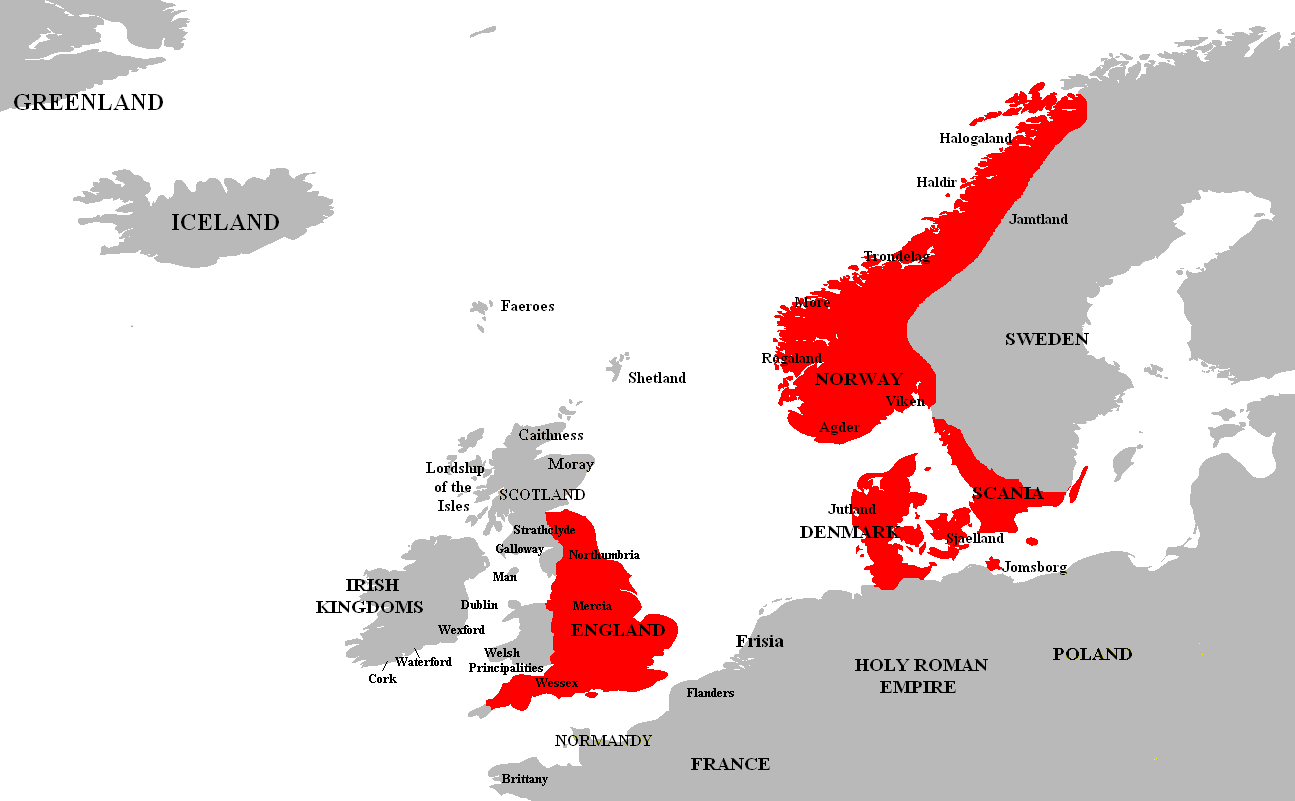
Royaume de Knut le Grand, en rouge.

De nouveaux raids menés par Thorkell le Grand ont eu lieu en 1006-1007 et en 1009-1012.
En 1013, Sven à la Barbe fourchue envahit à nouveau l'Angleterre avec une grande armée, et Æthelred s'enfuit en Normandie. Sven s'empara du trône mais mourut dans l'année qui suivit, ce qui permit le retour d'Æthelred. Le fils de Sven, Knut le Grand, est contraint de se retirer à Gainsborough, dans le Lincolnshire, d'où il est chassé le 25 avril par une attaque anglaise imprévue.
En 1016, une autre invasion par le roi danois Knut. Il mène une campagne peu concluante contre les Anglais, menés par Æthelred, puis par son fils Edmond Côte-de-Fer, jusqu'à sa victoire écrasante à Assandun en octobre 1016, due en grande partie à la trahison de l'ealdorman anglais Eadric Streona. Lors d'une rencontre sur l'île d'Alney, Knut et Edmond s'accordent sur un partage du royaume : le second conserve le Wessex, tandis que le premier obtient la Mercie et probablement la Northumbrie. Cette situation ne dure guère, car Edmond meurt le 30 novembre 1016. Knut est alors reconnu comme seul roi de toute l'Angleterre.
Après la mort de Knut en 1035, les deux royaumes ont de nouveau été déclarés indépendants et le sont restés en dehors d'une courte période de 1040 à 1042 lorsque le fils de Knut, Hardeknut, est monté sur le trône anglais.
Une ultime tentative d'invasion eut lieu en 1066 lorsque Harald Hardrada, roi de Norvège, tenta de soumettre l'Angleterre en 1066. Ses prétentions s'appuient sur un traité conclu entre son neveu Magnus et Hardeknut en 1038, en vertu duquel le premier à mourir est censé léguer ses domaines à l'autre. Tentant de s'emparer du trône anglais pendant le différend de succession suivant la mort d'Edouard le Confesseur, son armée fut repoussée à la bataille de Stamford Bridge et Hardrada fut tué avec la plupart de ses hommes. Alors que la tentative des Vikings a échoué, la conquête normande de l'Angleterre par Guillaume le Conquérant fut un succès. Ce qui marque la fin de l'ère viking en Grande-Bretagne.

### Cas du Royaume de Man et des Îles
L'île de Man connait des activités vikings à partir d’environ 800, sous forme de raids puis d’installations permanentes. Les colons norvégiens se sont principalement établis dans les régions plus planes au nord de l’île. La communauté se dote d'un thing dont le Tynwald serait l'héritier. Les premières sépultures scandinaves, datées de la fin du IXe siècle, témoignent d’une pratique païenne. Toutefois, des données archéologiques suggèrent une adoption progressive du christianisme au cours du Xe siècle. Les langues norroises et gaéliques coexistent sur l’île pendant plusieurs siècles, jusqu’à la disparition du norrois après 1300. L’archéologie témoigne également d’un syncrétisme culturel entre traditions celtiques et scandinaves.
Des dépôts monétaires datés de 990 à 1079 indiquent l’inclusion de l’île dans la sphère d’influence de Dublin. En 1079, Godred Crovan, ancien combattant de la bataille de Stamford Bridge, fonde un royaume basé sur l’île. Il établit le royaume de Man et des Îles, regroupant Man, les Hébrides et les îles de la Clyde. Si l’île reste un territoire norvégien pendant plusieurs générations, l’influence scandinave décline à partir du XIIe siècle. À l’issue de la guerre écosso-norvégienne, l’île est cédée par la Norvège à l’Écosse en 1266.

## Traces historiques

### Archéologie
Dans les iles Britanniques l'archéologie britannique a révélé de nombreuses informations sur la présence et activités des Vikings dans ces régions, ces traces historiques étant très impressionnantes témoignent de l'ampleur et l'importance de leur présence dans l'Histoire européenne.
Les colons vikings des îles Britanniques ont laissé derrière eux des vestiges de leur culture matérielle, que les archéologues ont pu fouiller et interpréter au cours des XXe et XXIe siècles. Ces preuves d'une présence scandinave consistent principalement en des enterrements nordiques entrepris dans les Shetland, les Orcades, les îles occidentales, l'île de Man, l'Irlande et le nord-ouest de l'Angleterre. Les archéologues James Graham-Campbell et Colleen E. Batey ont fait remarquer que c'était sur l'île de Man que les vestiges de cette culture étaient « remarquablement riches en qualité et en quantité ».

#### Dépôts
Divers dépôts ont été enterrés en Angleterre à cette époque. Certains d'entre eux peuvent avoir été déposés par des Anglo-Saxons tentant de cacher leurs richesses, et d'autres par les Vikings eux-mêmes.
L'un de ces dépôts, découvert à Croydon (partie historique du comté de Surrey, maintenant dans le Grand Londres) en 1862, contenait 250 pièces, trois lingots d'argent, une partie d'un quatrième ainsi que quatre pièces d'argent dans un sac en lin. En datant les objets, les archéologues ont estimé que ce trésor avait été enterré en 872, lorsque l'armée viking a hiverné à Londres. Les pièces de monnaie provenaient d'un large éventail de royaumes différents (Wessex, Mercie et Est-Anglie, trouvés aux côtés de ceux de Francie et du monde arabe). Outre les pièces de monnaie, 19 lingots d'argent ont été retrouvés à Bowes Moor, Durham, tandis qu'à Orton Scar, dans le comté de Cumbria, un collier en argent et une broche pénannulaire ont été découverts.

#### Pierres runiques d'Angleterre

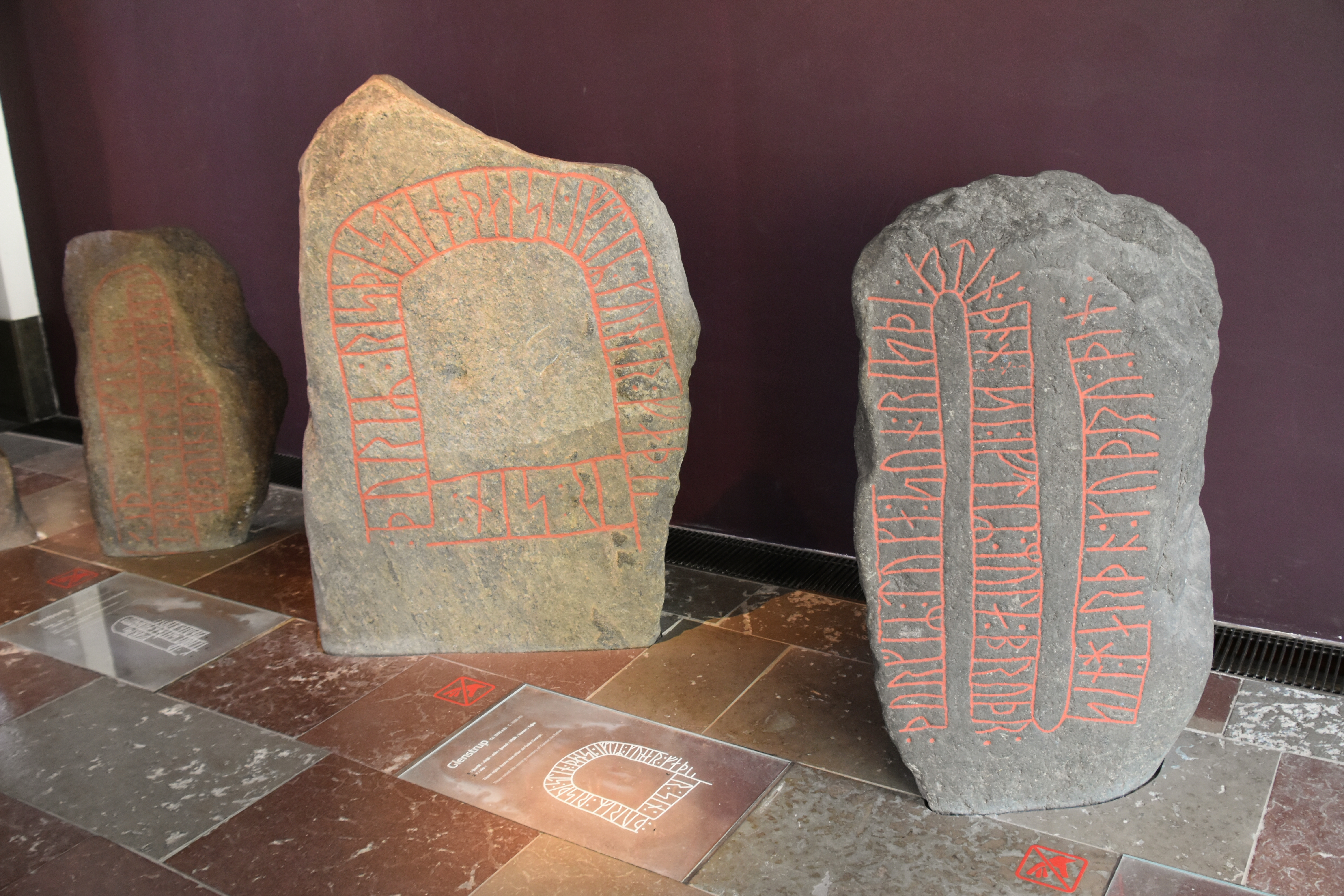
Une photo de pierres runiques.

Les pierres runiques d'Angleterre (Englandsstenarna en suédois) sont un groupe d'une trentaine de pierres runiques localisées en Suède et qui se réfèrent aux expéditions de l'âge des Vikings en Angleterre. Elles constituent l'un des plus grands groupes de pierres runiques mentionnant des voyages vers d'autres pays. Elles ne sont comparables en nombre qu'aux quelque 30 pierres runiques grecques ainsi qu'aux 26 pierres runiques d'Ingvar, qui, elles, se réfèrent à une expédition viking au Moyen-Orient. Elles ont été gravées en futhark récent et en vieux norrois.
Certaines pierres runiques se rapportent aux Danegelds comme celle d'Yttergärde, U 344, qui raconte qu'Ulf de Borresta a reçu le danegeld trois fois, le dernier lui ayant été versé par Canute le Grand. Ce dernier a renvoyé chez lui la plupart des Vikings qui l'avaient aidé à conquérir l'Angleterre mais il a gardé une garde, le Þingalið, dont les membres sont également mentionnés sur plusieurs pierres runiques.
27 pierres runiques, soit la grande majorité, ont été élevées sur le territoire de Suède actuelle et 17 dans les plus anciennes provinces suédoises autour du lac Mälaren. En revanche, le Danemark d'aujourd'hui n'en a pas. Seule une pierre runique en Scanie mentionne Londres. Enfin, il existe également une pierre runique en Norvège et une autre au Schleswig, en Allemagne.